# Brand (Germania)
Brand è un comune tedesco di 1 181 abitanti, situato nel land della Baviera.